# Conseil du Murray
Le conseil du Murray (en anglais : Murray River Council, abrégé en MRC) est une zone d'administration locale située dans l'État de Nouvelle-Galles du Sud en Australie, dont le siège est Moama.

## Géographie
Le conseil s'étend sur 11 865 km2 dans la Riverina au sud-ouest de la Nouvelle-Galles du Sud. Il est bordé au sud et à l'ouest par le Murray qui le sépare de l'État de Victoria.

### Villes et villages
La ville la plus importante et siège du conseil est Moama. Les autres localités sont Barham, Bunnaloo, Burraboi, Caldwell, Cunninyeuk, Koraleigh, Kyalite, Mathoura, Moulamein, Murray Downs, Speewa, Tantonan, Tooleybuc, Wakool et Womboota.

## Histoire
Le conseil est créé le 12 mai 2016 par la fusion des comtés de Murray et de Wakool. Un administrateur provisoire est nommé pour gérer le conseil en attendant les premières élections.

## Démographie
| Année | Population |
| ----- | ---------- |
| 2016  | 11 680     |
| 2021  | 12 850     |

## Politique et administration
Le conseil est formé de neuf membres, élus au scrutin proportionnel, à raison de trois par ward, pour un mandat de quatre ans, qui à leur tour élisent le maire et son adjoint pour deux ans. Lors des élections du 4 décembre 2021, seuls sept candidats indépendants se sont présentés et on donc été déclarés élus sans vote. Deux candidats se sont présentés pour occuper les sièges restants et ont eux aussi déclarés élus sans vote le 28 janvier 2022.

### Liste des maires
| Période           | Période        | Identité      | Étiquette   | Qualité        |
| ----------------- | -------------- | ------------- | ----------- | -------------- |
| 12 mai 2016       | septembre 2017 | David Shaw    |             | Administrateur |
| septembre 2017    | septembre 2023 | Chris Bilkey  | Indépendant |                |
| 26 septembre 2023 | en cours       | Frank Crawley | Indépendant |                |

La zone est rattachée à la circonscription de Farrer pour les élections fédérales et à celle de Murray pour les élections à l'Assemblée législative de Nouvelle-Galles du Sud.